# مارتا تخدور
مارتا تخدور (به اسپانیایی:Marta Tejedor، زادهٔ ۲۳ دسامبر ۱۹۶۸) مربی فوتبال اسپانیایی است که سرمربی باشگاه فوتبال زنان بیرمنگام سیتی است.
او پیش از این مربی تیم‌های ملی زنان شیلی و پرو بود.